# 중앙로 (안성시)
중앙로(Jungang-ro)는 경기도 안성시 대덕면 대덕삼거리에서 안성시 안성동 봉산로터리까지 연결하는 도로이다.

## 주요 경유지
경기도
- 안성시 (대덕면 . 안성동)

## 노선
| 이름                | 접속 노선                                               | 소재지 | 소재지 | 비고                        |
| ------------------- | ------------------------------------------------------- | ------ | ------ | --------------------------- |
| 대덕삼거리          | 국도 제38호선 (서동대로)                                | 안성시 | 대덕면 |                             |
| 제2산업단지 사거리  | 알미산로                                                | 안성시 | 안성동 | 국가지원지방도 제70호선구간 |
| 옥산주공앞 교차로   | 개내교3길                                               | 안성시 | 안성동 | 국가지원지방도 제70호선구간 |
| 읍내교              |                                                         | 안성시 | 안성동 | 국가지원지방도 제70호선구간 |
| 의료원사거리        | 아양2로 고수2로                                         | 안성시 | 안성동 | 국가지원지방도 제70호선구간 |
| 한경대학교앞 교차로 | 아양로 대학로                                           | 안성시 | 안성동 | 국가지원지방도 제70호선구간 |
| 서인사거리          | 안성맞춤대로                                            | 안성시 | 안성동 | 국가지원지방도 제70호선구간 |
| 봉산로터리          | 지방도 제302호선 (진안로) 지방도 제325호선 (보개원삼로) | 안성시 | 안성동 |                             |
| 진안로와 직결       |                                                         |        |        |                             |

## 주요 건물및 시설
- 세븐일레븐 안성대덕로드점 (중앙로 18/건지리 380-10)
- 현대자동차 블루핸즈 안성서부점 (중앙로 30/건지리 380-15)
- S-OIL 안성맞춤주유소 (중앙로 55/건지리 351)
- 르노코리아자동차 안성대리점 (중앙로 63/건지리 347)
- 르노코리아자동차 지정정비코너 안성점 (중앙로 65/건지리 347-2)
- 대덕지구대 (중앙로 78/건지리 420-4)
- 대덕면사무소 (중앙로 82/건지리 425-1)
- GS25 안성대덕점 (중앙로 88/건지리 429-5)
- 한국타이어 365모터스 (중앙로 91/건지리 310-1)
- 기아 비룡대리점 (중앙로 95/건지리 309-1)
- KG모빌리티 안성전시장 (중앙로 150/옥산동 76-2)
- SK에너지 옥산셀프주유소 (중앙로 162/옥산동 52-5)
- HD현대오일뱅크 현대대성 주유소 (중앙로 177/신건지동 25-1)
- GS25 안성중앙점 (중앙로 193/신건지동 15-14)
- GS25 옥산주공점 (중앙로 214/옥산동 2-7)
- 기아오토큐 기아안성서비스 (중앙로 215/신건지동 7)
- 이마트 안성점 (중앙로 246/석정동 149-3)
- 삼성디지털플라자 안성점 (중앙로 270/석정동 129-6)
- 스타벅스 안성석정DT점 (중앙로 308/석정동 254-3)
- 한경대학교 (중앙로 327/석정동 63-1)
- 농협 안성농협 석정지점 (중앙로 335/석정동 339)
- 석정치안센터 (중앙로 347/석정동 44-11)
- 쉐보레 안성전시장 (중앙로 348/석정동 33-12)
- 파리바게트 안성점 (중앙로 385/대천동 82-1)
- 맥도날드 안성중앙점 (중앙로 397/대천동 56)
- LG유플러스 영동 영동점 (중앙로 412/영동 31)
- GS슈퍼마켓 더프레쉬 안성점 (중앙로 430/영동 410)